# 杜松蜻蜓

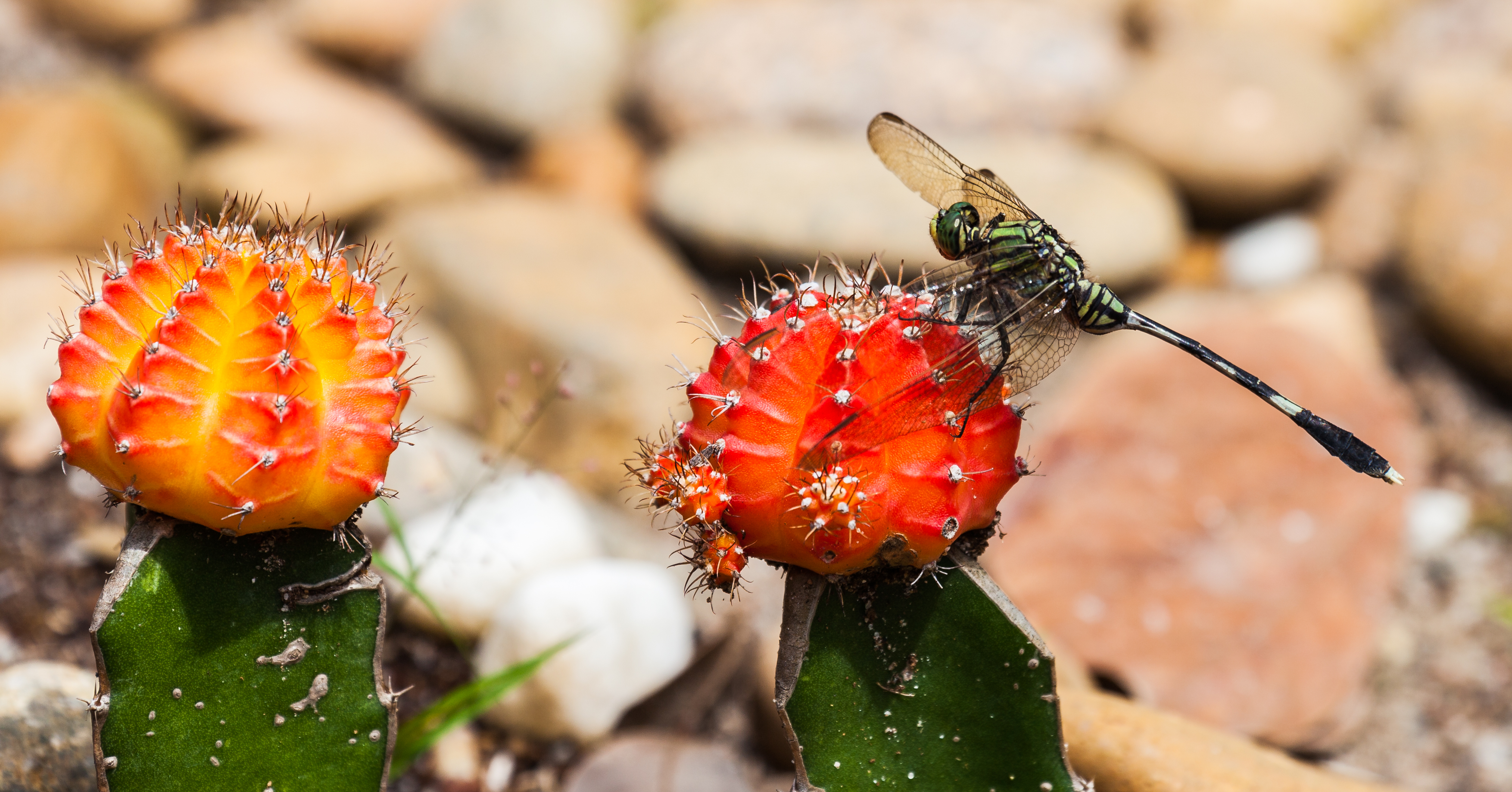
杜松蜻蜓停棲在 Gymnocalicium mihanowichii 上

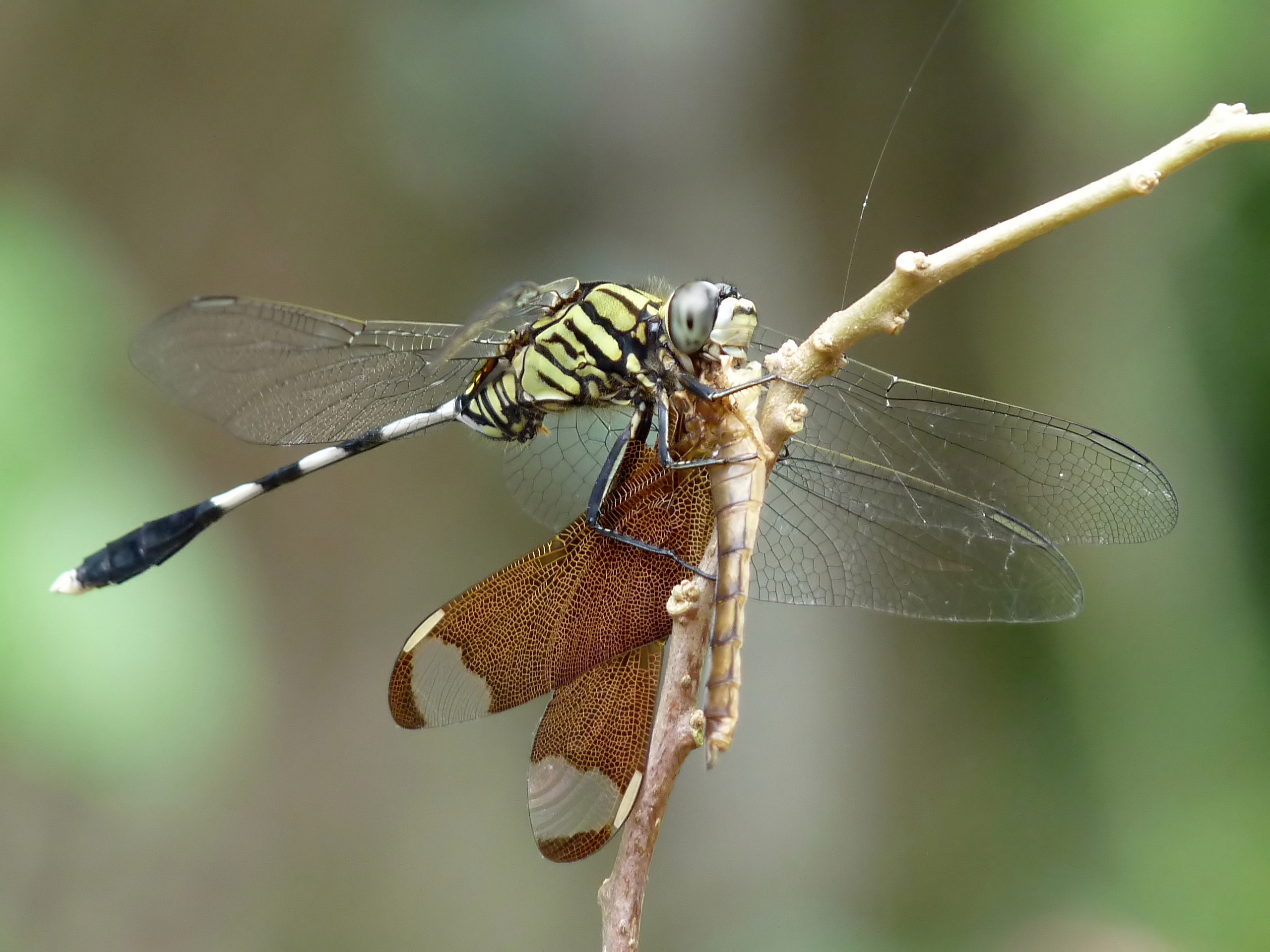
杜松蜻蜓捕食淺褐蜻蜓

杜松蜻蜓（學名：Orthetrum sabina）又稱中分蜻蜓，綠沼蜻蜓，或狭腹灰蜻，是蜻蜓科下的一種常見蜻蜓。本種北到歐洲東南部和日本，南到澳大利亞及密克羅尼西亞都有分布。